# Markus Sandmann
Marcus Wilhelm Sandmann (* 11. Juli 1764 in der Steiermark; † 28. April 1832) war Schriftsteller und Direktor der Universitätsbibliothek Graz.
Sandmann übernahm 1817 als Nachfolger von Josef Alois Jüstel die Leitung der Lyzeumsbibliothek in Graz, die 1827 wieder zur Universitätsbibliothek aufgewertet wurde, und behielt die Stellung bis zu seinem Tod.
Literarisch betätigte sich Sandmann als Mitarbeiter mehrerer Zeitschriften sowie als Autor anonym erschienener Werke.
Er war mit Anna Maria geb. Oberndorfer verheiratet, Tochter eines Postmeisters und Schwester der Malerin Therese Eissl.
Er starb 1832 und wurde auf dem St. Peter Friedhof in Graz begraben.

## Werke
- Louise Grammond, oder Leiden bewahren den Menschen (Schauspiel)